# Oud-Bergentheim
Oud-Bergentheim (Nedersaksisch: Old Banthum) is een buurtschap in de gemeente Hardenberg in de Nederlandse provincie Overijssel.

## Ligging en geschiedenis
De buurtschap is oorspronkelijk een esdorp en ligt ongeveer 3 kilometer ten westen van de kern van het huidige dorp Bergentheim, iets ten zuiden van de Overijsselse Vecht. Toen het kanaal Almelo-De Haandrik werd gelegd, dat in 1856 gereed was, kocht Isaäc Antoni Soetens van Roijen daar meerdere stukken veenland die werden afgegraven voor turf. Na zijn dood wordt er door zijn zonen een turfstrooiselfabriek geopend. Daar ontstond het nieuwe dorp Bergentheim, waardoor de oude buurtschap de naam Oud-Bergentheim kreeg.
In de buurtschap staat nog een aantal Saksische boerderijen.
Steden: Hardenberg · Gramsbergen      Dorpen: Balkbrug · Bergentheim · Bruchterveld · De Krim · Dedemsvaart · Heemse · Kloosterhaar (deels) · Lutten · Mariënberg · Oud Avereest · Rheeze · Schuinesloot · Sibculo · Slagharen

Buurtschappen: Achterin · Ane · Anerveen · Anevelde · De Belt · Benedenvaart · 't Bergje · Braamberg (deels) · Brucht · Collendoorn · Collendoornerveen · Diffelen · Ebbenbroek · Engeland · Gouden Ploeg · Groot-Oever · De Haandrik · 't Haantje · De Haar · Hanekamp · Hardenbergerveld · Heemserveen · Holtheme · Holthone · Hoogenweg · Den Huizen · Den Kaat · Keiendorp · Loozen · Lutten-Oever · Lutterhartje · De Maat · De Meene · De Mulderij · Noord-Stegeren · Den Oosterhuis · Oud-Bergentheim · Oud-Lutten · De Pol · Radewijk · Rheezerveen · De Schans · Sluis 7 · Sponturfwijk · Strooiendorp · Den Velde · Venebrugge · Den Westerhuis · Westerhuizingerveld (deels) · Witman 

Voormalige gemeenten: Avereest · Gramsbergen · Hardenberg (Stad · Ambt)

Overijssel · Steden en dorpen in Overijssel      Nederland · Provincies · Gemeenten